# Vigor Lamezia Calcio 2010-2011
Questa pagina raccoglie le informazioni riguardanti la Vigor Lamezia Calcio nelle competizioni ufficiali della stagione 2010-2011.

## Rosa
| N. |                   | Ruolo | Calciatore              |
| -- | ----------------- | ----- | ----------------------- |
|    | Italia (bandiera) | D     | Antonio Caffarelli      |
|    | Italia (bandiera) | D     | Alessandro Caridi       |
|    | Italia (bandiera) | D     | Paolo Caruso            |
|    | Italia (bandiera) | A     | Giovanbattista Catalano |
|    | Italia (bandiera) | C     | Vincenzo Catalano       |
|    | Italia (bandiera) | C     | Stefano Costantino      |
|    | Italia (bandiera) | A     | Antonio Cristiano       |
|    | Italia (bandiera) | A     | Fabio De Luca           |
|    | Italia (bandiera) | D     | Pietro De Sensi         |
|    | Italia (bandiera) | P     | Francesco Forte         |
|    | Italia (bandiera) | C     | Giovanni Giuffrida      |
|    | Italia (bandiera) | A     | Pietro Iannazzo         |
|    | Italia (bandiera) | A     | Riccardo Lattanzio      |
|    | Italia (bandiera) | C     | Salvatore Manganaro     |

| N. |                   | Ruolo | Calciatore            |
| -- | ----------------- | ----- | --------------------- |
|    | Italia (bandiera) | C     | Benedetto Mangiapane  |
|    | Italia (bandiera) | C     | Luigi Martino         |
|    | Italia (bandiera) | D     | Paolino Mercurio      |
|    | Italia (bandiera) | A     | Manuel Paonessa       |
|    | Italia (bandiera) | D     | Aniello Parisi        |
|    | Italia (bandiera) | C     | Luca Potestio         |
|    | Italia (bandiera) | P     | Alessandro Quarta     |
|    | Italia (bandiera) | C     | Gianfranco Rondinelli |
|    | Italia (bandiera) | A     | Antonio Scalese       |
|    | Italia (bandiera) | D     | Daniele Scalise       |
|    | Italia (bandiera) | D     | Antonio Sinicopri     |
|    | Italia (bandiera) | C     | Antonio Tozzi         |
|    | Italia (bandiera) | D     | Cristian Trovato      |